# St. Martin (Brunau)

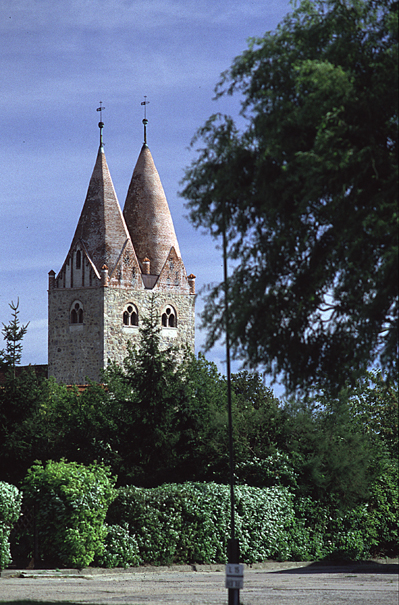
St. Martin (Brunau)

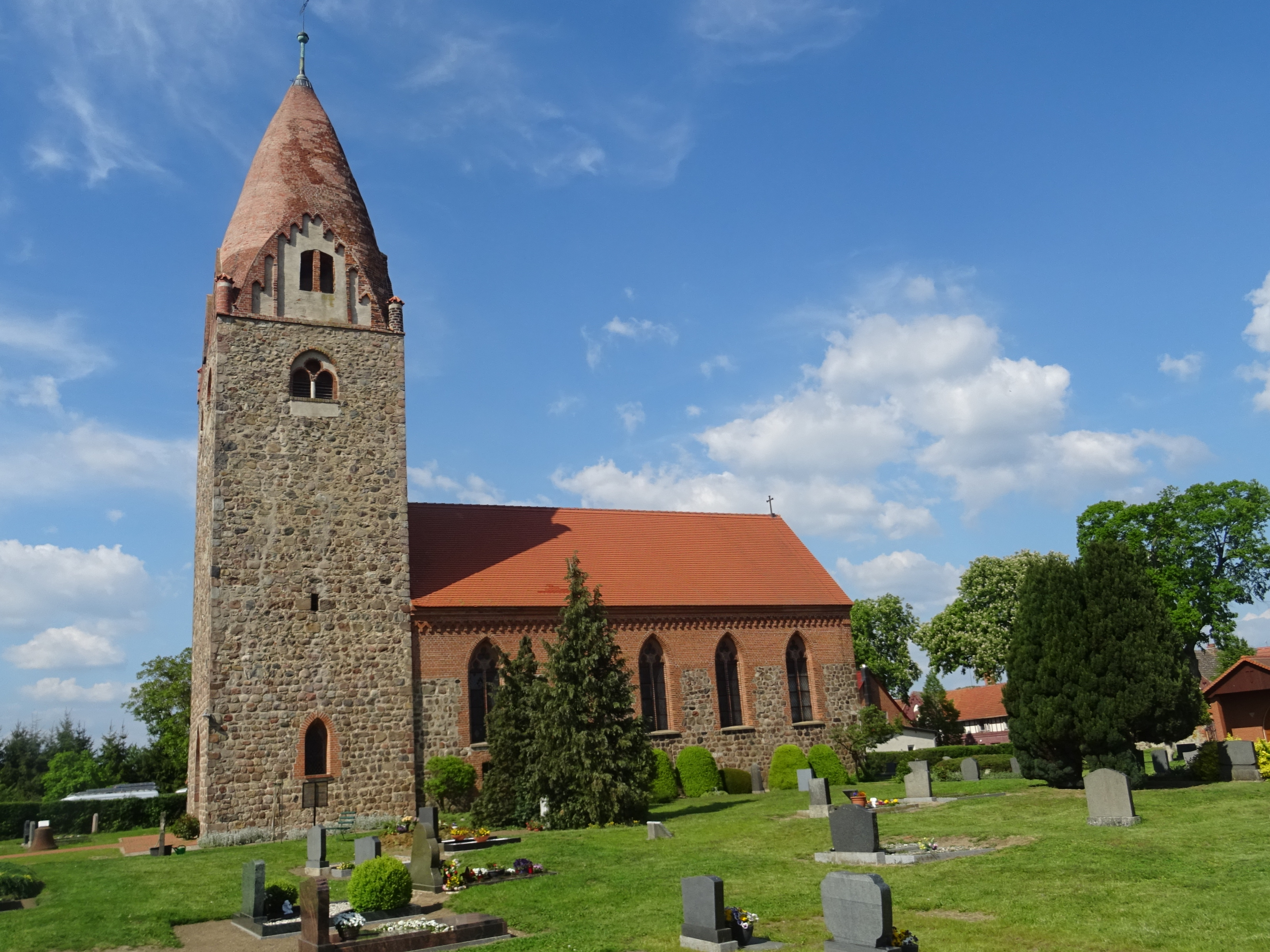
Ansicht von Süden

Die evangelische Kirche St. Martin in Brunau ist eine ursprünglich mittelalterliche, weitgehend historistisch überarbeitete Saalkirche im Ortsteil Brunau von Kalbe (Milde) im Altmarkkreis Salzwedel in Sachsen-Anhalt. Sie gehört zum Pfarrbereich Fleetmark-Jeetze im Kirchenkreis Salzwedel der Evangelischen Kirche in Mitteldeutschland.

## Geschichte und Architektur
Die stattliche Feldsteinkirche mit ihrem einprägsamen Doppelturm ist in ihrer Baugeschichte unklar und wurde nach 1875 weitgehend erneuert und vergrößert, so dass der Westquerturm der einzige noch erhaltene mittelalterliche Bauteil ist. Die unteren Teile bestehen aus lagig geschichtetem Feldstein, so dass zumindest das Baumaterial noch teilweise vom Vorgängerbau stammt. Am Schiff ist ein Zickzackfries angeordnet, der Ostgiebel ist mit gekuppelten Spitzbogenblenden versehen, die Apsis mit einem Maßwerkfries. Der Turm ist aus Feldstein und wie in der benachbarten Dorfkirche Jeetze breiter als das Schiff. Die beiden Untergeschosse sind mit Feldsteintonnengewölben geschlossen, die wohl vor der Mitte des 13. Jahrhunderts entstanden sind.  Stilistisch jünger sind die gedrückt spitzbogigen Schallöffnungen mit einer äußeren Bogenkante aus Backstein; sie werden durch Hufeisenbogen auf gekuppelten Spitzbögen gegliedert. In der nordwestlichen Altmark einzigartig sind die aus Backstein gemauerten Turmspitzen, deren nördliche polygonal, die südliche kegelförmig gestaltet ist und die an den freiliegenden Seiten von Giebeln umstellt sind, welche in Umriss und in Blendengliederung mit einfachen Mitteln variantenreich gestaltet sind. Eine Restaurierung erfolgte 1997. Zwei Kirchhofportale aus Backstein, das östliche spätgotisch, das westliche aus dem 19. Jahrhundert, erschließen den umliegenden Kirchhof.
Das ansprechende Innere ist mit einem offenen verbretterten Dachstuhl, einer historistischen Ausmalung und einer schlichten neugotischen Ausstattung aus dem letzten Viertel des 19. Jahrhunderts gestaltet.

## Ausstattung
Zur Ausstattung gehören historistische Glasmalereien, die Christus zwischen Petrus und Paulus zeigen, eine Sandsteintaufe, die Orgel sowie provinzielle Brüstungsgemälde an der Westempore, welche Christus Salvator, Maria und die zwölf Apostel darstellen. Eine bemerkenswerte Gruppe aus Schnitzfiguren vom Anfang des 16. Jahrhunderts stellt den Heiligen Martin zu Pferde mit Bettler dar; diese Gruppe wurde 1914 restauriert. Im Turm sind drei Inschriftengrabsteine für Angehörige der Pastorenfamilie Radermacher († 1676, † 1720, † 1724) zu finden. 
Ein restaurierungsbedürftiger Taufengel gehört ebenfalls zur Ausstattung. Eine Bronzeglocke soll einst in Brunau für die Kirche in Kalbe gegossen worden sein, konnte aber nicht abtransportiert werden und wurde daraufhin als Glocke für die Kirche in Brunau verwendet. Sie zersprang später und musste 1733 umgegossen werden.